# Lasjia claudiensis
 (mai 2025).
Espèce
Lasjia claudiensis est une espèce de plantes à fleurs de la famille des Proteaceae. C'est un arbre endémique de la péninsule du Cap York (Extrême-Nord du Queensland, dans le Nord-Est de l'Australie). Elle est classée comme vulnérable dans la « Nature Conservation Act 1992 » du Queensland ainsi que dans la « Environment Protection and Biodiversity Conservation Act 1999 » de l'Australie.

## Description
Sur les rameaux, les feuilles épaisses et coriaces sont environ cinq ou six par verticille et mesurent 11,5-26 cm de long sur 4-13,5 cm de large. Les bourgeons terminaux et les jeunes pousses sont couverts de poils de couleur brun-rouille. Les fleurs poussent en inflorescence avec des bractées courbes incurvées d'environ 0,5-0,7 mm de long. Les tépales pubescents à l'extérieur sont d'environ 12-13 mm de long. Les glandes hypogynes fusionnées pour former une coupe jaune plus ou moins quadrilobée entourant l'ovaire. Elles sont jaunes avec quatre lobes entourant l'ovaire sessile, pubescent contenant deux ovules. Les fruits sont globulaires ou globulaires déprimés et mesurent environ 5-6 x 5-7 cm. Les graine sont d'environ 4,5 × 5,5 cm.

## Répartition et habitat
Cet arbre est endémique du Queensland en Australie et se rencontre dans les forêts tropicales saisonnières et les forêts-galeries de la péninsule du Cap York depuis le niveau de la mer jusqu'à une altitude de 100 m.

## Systématique
Cet arbre a été décrit pour la première fois en 1993 dans la revue scientifique Australian Systematic Botany par Caroline L. Gross (d) et Bernard Hyland en tant qu'espèce du genre Macadamia, mais a été transféré en 2008 dans l’American Journal of Botany par Peter Weston (d) et Austin Mast au nouveau genre Lasjia, dont il est l'espèce type.
L'espèce a été initialement classée dans le genre Macadamia sous le basionyme Macadamia claudiensis C.L.Gross & B.Hyland,.
Lasjia claudiensis a pour synonyme :
- Macadamia claudiensis C.L.Gross & B.Hyland

### Publication originale
- (en) Caroline L. Gross et Bernard Hyland, « Two New Species of Macadamia (Proteaceae) from North Queensland », Australian Systematic Botany, Australie, vol. 6, no 4,‎ 1993, p. 343-350 (ISSN 1030-1887, e-ISSN 1446-5701, DOI 10.1071/SB9930343).